# Статмин
Статмин (онкопротеин 18) — эволюционно консервативный белок, участвующий в регулировке динамики микротрубочек. Микротрубочки являются одним из трёх важнейших компонентов цитоскелета, они также необходимы для сборки веретена деления — структуры, участвующей в митозе, одной из стадий клеточного цикла. Воздействуя на баланс сборки и дезинтеграции микротрубочек, статмин регулирует процессы быстрой перестройки цитоскелета в ответ на внешние факторы. Нарушение структуры статмина может привести к непрекращающейся сборке митотических веретён, и, как следствие, к бесконтрольному клеточному циклу, наблюдаемому у раковых клеток. Это обусловило альтернативное имя статмина — «онкопротеин 18». Ген статмина также получил название «ген страха» из-за роли белка в работе структур мозга, связанных с эмоциями, в первую очередь миндалевидного тела и его соединений. Нарушение паттерна фосфорилирования статмина наблюдается при шизофрении и болезни Альцгеймера.

## Механизм действия
Статмин связывается с димерными структурами, образованными альфа- и бета-тубулином — белком, из которого состоят микротрубочки. Один моль статмина способен связать два моля тубулиновых димеров, образуя компактные трёхсоставные T2S-комплексы. Тубулин в T2S-комплексах неспособен к полимеризации и образованию микротрубочек. Деактивируя тубулин, статмин косвенно провоцирует дезинтеграцию микротрубочек.
Активность статмина в клетке зависит от стадии клеточного цикла, она контролируется протеинкиназами в ответ на разнообразные клеточные сигналы. Фосфорилирование молекулы статмина по одному из четырёх сериновых остатков — Ser16, Ser25, Ser38, Ser63 — снижает силу сцепления статмина с тубулином, увеличивая концентрацию доступного тубулина в цитоплазме. Усиленное фосфорилинование статмина требуется для высвобождения тубулина при инициации митотической фазы клеточного цикла. В ходе последней фазы клеточного цикла, цитокинеза, происходит массивное дефосфорилирование статмина.

## Функции статмина в головном мозге
Повышенная экспрессия статмина наблюдается в латеральном ядре миндалевидного тела, а также в структурах таламуса и коры, образующих исходящие соединения с латеральным ядром. По данным соединениям в миндалину предположительно поступает информация о стимулах, связанных с врождённым и приобретённым страхом. Нокаутные по статмину мыши менее тревожны на открытом пространстве и в обстановке, призванной вызывать обусловленные и врождённые реакции страха и избегания. Предполагается, что это происходит из-за нарушения работы системы памяти, связанной с миндалевидным телом. В то же время у таких мышей не нарушена пространственная память, связанная с работой гиппокампа. Всё это говорит о том, что статмин необходим для процессов долговременной потенциации в афферентных соединениях коры и таламуса с миндалиной.